# Lustrochernes crassimanus
Lustrochernes crassimanus är en spindeldjursart som beskrevs av Beier 1933. Lustrochernes crassimanus ingår i släktet Lustrochernes och familjen blindklokrypare. Inga underarter finns listade i Catalogue of Life.